# Joe Moghrabi
Joe Moghrabi é um guitarrista, compositor e professor de guitarra brasileiro.
Além de lecionar, Joe realiza workshops em todo o Brasil, e está se dedicando a um projeto solo. Além disso, participa intensamente na área de composição, como no CD da banda Bipin (Quatro Elementos), onde seis das nove músicas são de autoria dele, e no CD do Voga (A Lobby of Notes), onde dez das doze músicas são de autoria do guitarrista.

## Prêmios e indicações
- Em 2012, foi incluído na lista 70 mestres brasileiros da guitarra e do violão da revista Rolling Stone Brasil.[2]